# Pierre Bardou-Job
Pour les articles homonymes, voir Bardou.
Pierre Bardou-Job, né Pierre Bardou le 17 août 1826 à Ille-sur-Têt (Pyrénées-Orientales) et mort le 24 février 1892 à Perpignan (Pyrénées-Orientales), est un industriel, propriétaire et homme politique français.

## Biographie
Fils de Jean Bardou, Pierre Bardou donne son ampleur à la marque de papier à cigarettes JOB créée par son père. La protection juridique du dépôt de brevet, en le garantissant de la concurrence, a eu pour effet d’enrichir considérablement la descendance de Jean Bardou. Son développement se poursuit de nos jours dans la multinationale Républic technologie.
Par ailleurs, Pierre Bardou fut un bâtisseur : il commanda une série de châteaux à l'architecte danois Viggo Dorph-Petersen,,
Il lui commanda alors : 
Le Château de Valmy; 
Le Château d'Aubiry;
Le Château du Parc Ducup.
Il est inhumé au cimetière Saint-Martin de Perpignan.
Une rose est baptisée de son nom en 1887 par Gilbert Nabonnand, sous le nom de 'Bardou Job',.

## Fabricant de l'appareil
Jean Bardou est décédé en 1852. La marque JOB est vendue aux enchères en août 1853 et achetée pour 16 000 francs par Pierre Bardou. Son frère Joseph Bardou avait créé une société distincte qui fabriquait du papier à cigarettes « le Nil », dont le logo est un éléphant qui rit.
En janvier 1854, Pierre commence à fabriquer son propre papier à Perpignan. Une gamme de papiers aromatisés comprenait la réglisse, l'anis, la vanille, le genièvre, le camphre, etc. Une attention particulière a été accordée à la commercialisation, notamment au développement de papiers de qualité supérieure ou de luxe, avec des boîtes attrayantes conçues pour les femmes.
Fin 1858, Bardou achète une grande maison au 18 rue St Sauveur à Perpignan (actuelle rue Zola) pour 40 000 francs, Il s'agissait à l'origine d'un immeuble d'appartements, qu'il a divisé en deux parties, l'une pour la fabrication et l'autre pour sa résidence. Pierre had a glass skylight installed in his "Hôtel de l’Industrie du Papier a Cigarette" factory for illumination. t was used for manufacture from 1861 to 1879, and employed 80 workers in 1861. En 1865-66, un atelier de lithographie et d'impression a été installé. Vers 1872-75, la papeterie Moulasse est ouverte sur le Salat, un affluent de l'Ariège, enregistré sous les noms de Pierre Bardou et Léon Pauilhac. 
Un deuxième bâtiment a été acquis au 13 St Sauveur, puis des bâtiments supplémentaires jusqu'à occuper tout un pâté de maisons, le processus de fabrication devenant de plus en plus automatisé,  à la vapeur. En 1889, l'entreprise Job employait 290 femmes et 40 hommes. Pierre et son frère Joseph emploient tous deux d'excellents graphistes, dont Jane Atché de Toulouse et le tchèque Alphonse Mucha, pour créer du matériel publicitaire.

## Bourgeois fortunés
En 1857, Pierre Bardou épouse Léonie Amiel, daughter of a Perpignan confectioner, who brought no dowry. Il lui a légué 12 000 francs en cas de décès. In the early 1860s, Bardou transformed his house on rue Saint-Sauveur into a private mansion. Il possède un nombre croissant de propriétés en ville et à la campagne. L'épouse de Pierre, Léonie Amiel, meurt en 1871, laissant trois enfants. Sa belle-sœur, Henriette Amiel, s'est installée dans l'hôtel particulier du 18 rue Saint-Sauveur à Perpignan pour s'occuper d'eux.
Pierre Bardou était un grand collectionneur d'objets exotiques et insolites. L'inventaire de 1871 de l'hôtel particulier du 18 rue St Sauveur fait état de 669 meubles et objets de décoration. L'inventaire de 1871 de l'hôtel particulier du 18 rue St Sauveur fait état de 669 meubles et objets de décoration. La partie privée comprenait douze pièces principales disposées autour d'une cour au-dessus de laquelle se trouvait une galerie, Il y avait deux salles à manger au rez-de-chaussée, deux bibliothèques et une chapelle à l'étage. La maison abritait une collection éclectique de peintures, de statues, de bronzes, d'ivoires, d'émaux et d'armes. 
 En 1877, le patrimoine privé de Pierre est estimé à 413.300 francs.
En 1878, par décret présidentiel, Bardou change son nom en Bardou-Job,  un exemple inhabituel où le créateur adopte le nom de la marque plutôt que l'inverse. Sa fille aînée, Camille (1858-1934), a épousé Charles Ducup de Saint-Paul, un officier supérieur. Son fils, Justin (1860-1930), a épousé la fille d'un avocat d'affaires. En 1888, Jules Pams épouse sa fille cadette Jeanne (1868-1918). Pams était avocat et conseiller municipal à Perpignan, avec une fortune familiale issue du commerce maritime. Alors que Pierre Bardou était un collectionneur enthousiaste de « curiosités », Jules Pams était un amateur éclairé et un mécène de l'art contemporain,  et devient de fait le conseiller artistique de Bardou.
Jeanne et Jules Pams s'installent à l'Hôtel de l'Industrie, qui prend le nom d'Hôtel Pams, et ne comprend plus la fabrication. Pierre a continué à vivre dans la maison.
En 1889, Pierre ramène à Perpignan une partie du « pavillon chinois » de l'Exposition universelle. [Exposition universelle (1889) de cette année-là. Il fut remonté sur la Promenade des Platanes pour l'Exposition Industrielle de Perpignan de 1890. Il a fourni plus de 400 articles pour le pavillon des beaux-arts de l'exposition, y compris du mobilier liturgique, armes antiques, antiquités égyptiennes et romaines, meubles Louis XV et Louis XVI, peintures et sculptures. Bardou a demandé à l'architecte danois Viggo Theodor Dorph-Petersen de concevoir un château pour chacun de ses enfants. Ces bâtiments ont été achevés après sa mort.
Justin was given the Château d'Aubiry (1894–1900) in Céret,  Camille reçoit le Château Ducup St Paul (1892-1910) à Perpignan et Jeanne se voit attribuer le château de Valmy (1888-1906) à Argelès-sur-Mer.

## L'héritage
Pierre Bardou-Job est décédé à Perpignan le 24 février 1892 à l'âge de 65 ans. Il est décédé sans testament, mais ses biens ont été facilement répartis entre ses enfants. Jules Pams confie à l'architecte Léopold Carlier la transformation de l'hôtel particulier de la rue St Sauveur, Jeanne a hérité d'une maison de maître qui est un exemple du goût de la Belle Époque, somptueusement décorée. La marque Job, dont la valeur est estimée à 1,2 million de francs en 1892, est détenue en indivision par ses héritiers. Ils ont créé la société Pierre Bardou-Job, détenue par Justin Bardou-Job,  Charles Ducup de St Paul et Jules Pams, dont le siège est situé rue Saint-Sauveur à Perpignan. Bien qu'il y ait eu quelques conflits de travail, the company was generally paternalistic and gave good working conditions, dans l'esprit de Pierre Bardou-Job.